# Philippe de Vomécourt
Pour les articles homonymes, voir Vomécourt (homonymie).
Philippe de Vomécourt, né le 16 janvier 1902 à Chassey-lès-Montbozon et mort le 20 décembre 1964 (Paris 13e), fut, pendant la Seconde Guerre mondiale, un agent du Special Operations Executive (SOE).

## Biographie

### Synthèse
Recruté en mai 1941 par son frère Pierre, il met sa propriété près de Limoges à la disposition du SOE pour réceptionner les agents envoyés d’Angleterre en France et y reçoit notamment le premier parachutage d'armes en France mi-juin 1941. 
Sous le nom de guerre de « Gauthier », il coordonne le développement du réseau VENTRILOQUIST couvrant la zone libre, et aide à l'évasion de Mauzac en juillet 1942. 
Il est arrêté par la police française en octobre 1942 et condamné à dix ans de prison. Incarcéré au Centre de détention d’Eysses (Villeneuve-sur-Lot), il parvient à s'évader en janvier 1944 et à rentrer en Angleterre via les Pyrénées et l’Espagne. Après y avoir suivi un entraînement de quelques semaines, il revient en France en avril 1944, pour diriger jusqu'à la libération, sous le nom de guerre « Antoine », le réseau Antoine-VENTRILOQUIST en Sologne.

### Chronologie détaillée

#### Avant guerre
- 1902 : Philippe de Vomécourt naît le 16 janvier. Il est élevé en Angleterre, comme ses frères Jean et Pierre.
- 1914-1918 : immobilisé en Angleterre où il fait ses études (Beaumont College), il s'engage dans l'armée anglaise, dès que son âge le lui permet. Il reçoit le grade d’O.T.C.
- 1919-1939 : rentré en France après la paix, il y fait son service militaire avec sa classe, comme mécanicien dans l'Armée de l'air.
- Après sa démobilisation, il passe dix ans en Afrique dans les colonies britanniques, se marie en France au cours d'un séjour dans la métropole, puis à un voyage suivant, il emmène sa famille en Afrique.

#### Pendant la guerre
- 1939 : à la déclaration de guerre, âgé de 37 ans et ayant sept enfants, il n'est pas mobilisé.
- 1940 : à l'armistice, sans quitter la France comme son frère Pierre, il n'accepte pas l'occupation et entreprend des actions pour s'y opposer. Il obtient un emploi d’"inspecteur des Chemins de fer", responsable des trains de marchandises spéciaux. À ce poste, qui lui permet de circuler librement partout en France, il est en mesure d'organiser sur une grande échelle la perturbation des mouvements ferroviaires, tout en faisant rapport mensuellement aux Allemands sur les actions qu'il mène pour retrouver les wagons égarés, actions qui échouent le plus souvent, naturellement.
- 1941 :

Première mission
Définition de la mission : commencer à organiser les réseaux action SOE dans l'ensemble de la zone libre.
Mai. Le matin du 12, son frère Pierre, qu'il n'a pas vu depuis un an, se présente à sa propriété de Bas-Soleil. Il était en Angleterre, où il a été recruté par le SOE, et il a été parachuté dans la nuit du 10/11 près de Châteauroux et y a retrouvé son opérateur radio Georges Bégué, parachuté quelques jours auparavant, dans la nuit du 5/6 mai. Sans hésiter, Philippe accepte la mission que lui propose Pierre : il prend en charge l'organisation des premiers groupes d'action dans l'ensemble de la zone libre. Pierre fera de même en zone occupée, et ils proposeront à Jean la zone interdite.
Juin. Dans la nuit du 13/14, un parachutage d'armes, préparé par Pierre et Georges Bégué, a lieu dans un champ de la propriété de Philippe. Modeste, car il n'apporte que deux containers, il est notable car c'est le premier parachutage d'armes réalisé par le SOE en France.
- 1942 : mai. Il est arrêté à la gare d’Issoudun, mais réussit à s'échapper. Juin : reprise des parachutages interrompus depuis un an. Il y en aura 1 en juin, 5 en juillet, 6 en août, 1 en septembre, 2 en octobre. Septembre : il propose de séparer son réseau en trois groupes, qu'il coordonnerait, confiés à Henri Sevenet, M. Aron et Étienne Piercy.

##### En prison
- Novembre. Le 13, il est arrêté chez lui par la police de Vichy, qui lui affirme que c'est pour lui éviter d'être pris par les Allemands. Il est conduit à la prison de Limoges, puis à Lyon, où un juge le fait incarcérer sous son nom (moins connu des Allemands) de Crevoisier, et sous la charge principale d’« association de malfaiteurs ». Il est emmené à la prison Saint-Paul. Un tribunal spécial, présidé par Joseph Darnand en personne, le condamne à dix ans de prison. Grâce à l'aide de l'aumonier de la prison Saint-Paul, il réussit à prendre contact avec Londres, qui lui demande de préparer l'évasion du général de Lattre de Tassigny, incarcéré aussi. Un plan complet est élaboré, mais le général renonce.

- 1943 : juillet. Avec deux cents prisonniers, il est transféré au Centre de détention d’Eysses, à Villeneuve-sur-Lot (Lot-et-Garonne).
- 1944 : retour en Angleterre
  - Janvier. Le 3, il s'évade d’Eysses, ainsi que 53 autres prisonniers, avec l'aide d'Yvan Henri Gaillard, gardien de prison[1]. Il entame son voyage de retour en Angleterre, qui passera par les Pyrénées et l'Espagne, en compagnie de Gaillard.
  - Mars. Le 8, il arrive en Angleterre. Il suit un entraînement de quelques semaines.

Deuxième mission en France
Définition de la mission : organiser l'action de cinq équipes du SOE, composées d'un chef, d'un adjoint et d'un opérateur radio. La zone d'action concerne six départements (centrés sur la Sologne) : Loiret, Loir-et-Cher, Cher, Sarthe, une partie de l’Indre ; une partie de l’Indre-et-Loire. Son nom de guerre est « Antoine ». Sur ses papiers il s'appelle de Saint-Paul (du nom de la prison où il a été détenu à Lyon ; ses camarades le connaîtront comme le Commandant Saint-Paul). Mais il a d'autres identités : Philippe de Courcelles ; Monsieur l'Homme (identité d'un garde-chasse qui a existé) ; ...
- Avril. Quelques jours avant son départ, il glisse pendant une séance de culture physique et se déchire un muscle de la jambe : il devra faire le voyage en Lysander, tandis que ses équipiers seront parachutés avant lui, tels Stanislaw Makowski, son adjoint, et Muriel Byck « Violette », son opérateur radio. Dans la nuit du 9/10[2], il est déposé par Lysander près de Châteauroux[3]. Il se rend à Loches.

- Juin. Le 1er, parmi les messages d'alerte émis par la BBC, « Les sanglots longs des violons d'automne » est destiné au réseau VENTRILOQUIST pour demander à ses saboteurs ferroviaires de se tenir prêts. Le 5, à 21 h 15, sont envoyées par centaines les deuxièmes parties des messages, et pour VENTRILOQUIST, c'est « Bercent mon cœur d'une langueur monotone » qui signifie qu'il faut agir cette nuit même[6].
- Octobre. Il rentre chez lui, et retrouve sa femme, qui le croyait mort, car aucun des messages qu'il lui avait envoyés n'avait été transmis. Trois jours après, il s'engage dans l'UNRRA

#### Après la guerre
- 1946 : le 16 juin, le général de Lattre de Tassigny inaugure un monument élevé à la mémoire des combattants de Souesmes (bataille du 17 juillet 1944). À cette occasion, il salue les chefs de la résistance en Sologne, dont Philippe de Vomécourt, son ancien camarade de détention à la prison Saint-Paul, à Lyon.
- 1964 : il meurt le 20 décembre 1964 à Paris 13e.

## Distinctions
Les médailles suivantes sont citées page 4 de son livre Les Artisans de la Liberté, paru en français (1975) onze ans après sa mort :
- Chevalier de la Légion d'honneur
- Croix de guerre 1939–1945, palme de bronze
- Médaille des évadés
- Ordre du Service distingué (Royaume-Uni) le 10 décembre 1945
- Distinguished Service Cross (États-Unis)
- Croix de guerre (Pologne)

Le site Special Forces Roll of Honour cite également :
- Médaille de la Résistance française avec rosette (décret du 31 mars 1947)

## Identités
- État civil : Philippe Albert de Crevoisier de Vomécourt
- Comme agent du SOE
  - Nom de guerre (field name) : « Gauthier » (première mission) ; « Antoine » (deuxième mission)
  - Nom de code opérationnel : VENTRILOQUIST (en français VENTRILOQUE)
  - Nom enregistré par le juge de Limoges : Crevoisier
  - Pseudo connu des Résistants (deuxième mission) : Commandant Saint-Paul (par référence à la prison de Lyon)
  - Faux papiers : Philippe Robert de Courcelles, né le 16 janvier 1902 à Paris XVIe, célibataire, agent commercial. Signalement : 1,70 m ; nez : rect. ; visage : ovale ; yeux : marron ; teint : mat ; cheveux : bruns ; signes particuliers : porte des lunettes. Carte délivrée à Paris le 29 décembre 1943.

Parcours militaire : Captain (deuxième mission) ; Major (ultérieurement).
Pour accéder à une photographie de Philippe de Vomécourt, se reporter au paragraphe Sources et liens externes en fin d’article.

## Famille
La famille (de Vomécourt) est originaire de Lorraine.
- Son grand-père : torturé et tué en 1870.
- Son père : en 1914, âgé de 45 ans, il s'engagea et fut tué au front presque immédiatement, laissant cinq enfants, que la mort de la mère rendit orphelins peu de temps après.
- Ses frères : Jean (1899-1945) et Pierre (1906-1986), furent aussi agents du SOE.
- Sa femme : arrière-arrière-petite-fille du savant Gay-Lussac (1778-1850). Ils eurent sept enfants.

La propriété familiale de sa femme, appelée Bassoleil, dont l'adresse est Saint-Léonard-de-Noblat (Haute-Vienne), la ville de naissance de Gay-Lussac, a joué un rôle important, dès 1941, dans l'histoire du SOE en France. Elle est située au nord du territoire communal, à environ 15 kilomètres à l'est de Limoges, à 2 km à l'est de la halte ferroviaire de Brignac (sur la ligne Limoges-Tulle). Elle se compose de 120 hectares de terrain et d'une maison de style colonial, entourée de balcons, construite par Louis Gay-Lussac, fils du savant.

## Œuvre
Ses mémoires ont été publiés en deux langues et sous plusieurs titres :
- (en) Who lived to see the Day. France in Arms 1940-45, London, Hutchinson, 1961
- (en) An Army of Amateurs: the story of the SOE Resistance movement in France, by One of the Three Brothers Who organized and ran it, New York, Doubleday & Company, 1961
- (fr) Les Artisans de la Liberté, traduit de l'anglais par Patricia Owen, PAC, 1975.  (ISBN 2-85336-010-5)